# Kinchaku

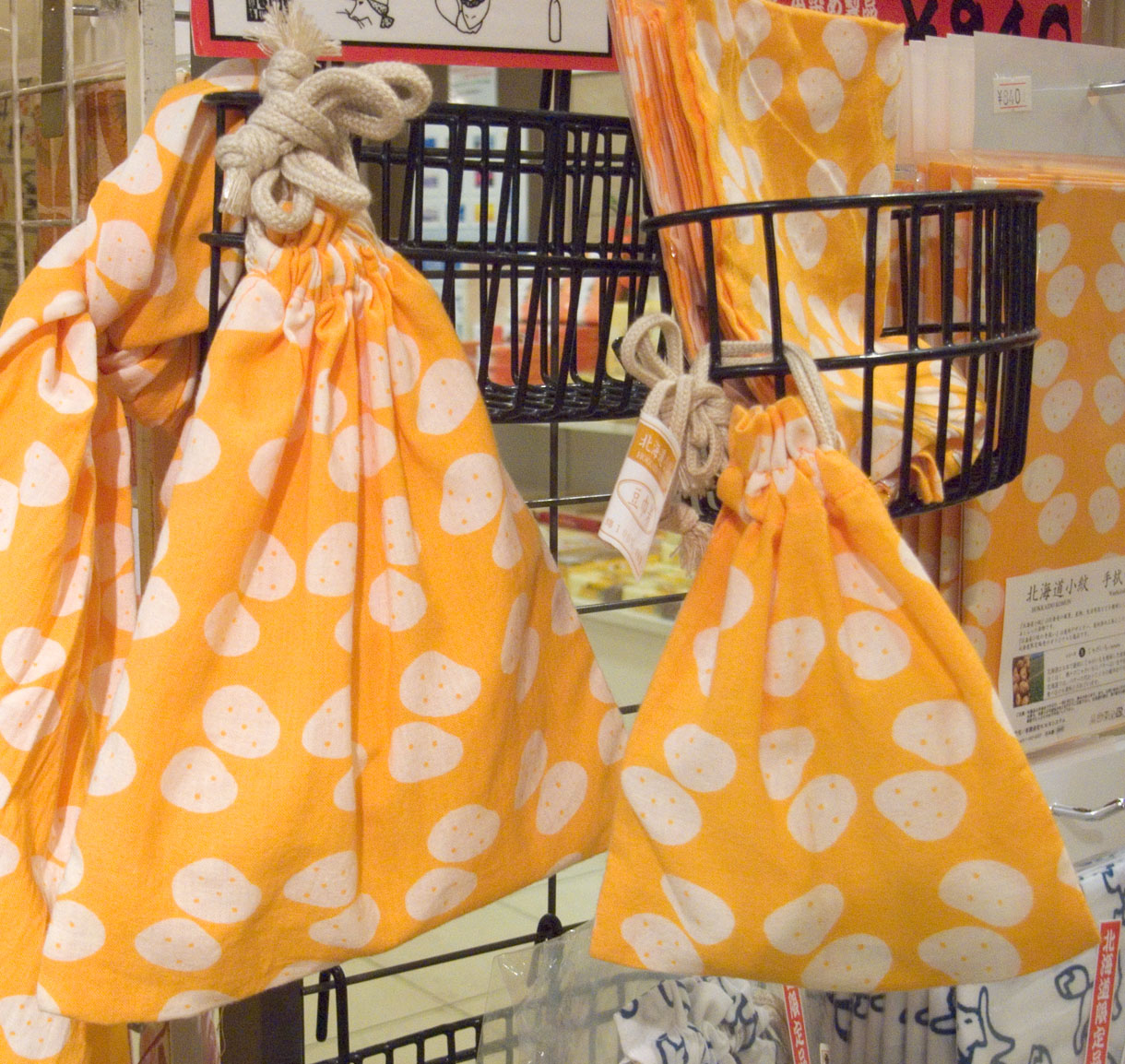

Kinchaku (巾着) là loại túi có dây rút truyền thống của Nhật Bản, được sử dụng như một loại túi cầm tay dùng để đựng tài sản cá nhân; loại nhỏ hơn dùng để đựng tiền xu (giống như sagemono), mỹ phẩm, bùa may mắn, lô ấm tay cùng những vật dụng nhỏ khác. Những chiếc túi có kích thước lớn hơn được dùng để đựng bento và đồ dùng có kích cỡ lớn. Những chiếc túi truyền thống thường được mang bởi maiko và geisha là một biến thể của kinchaku, và chúng được gọi là kago (篭 kago) (nghĩa đen là 'túi xách').